# 1085 Amaryllis
1085 Amaryllis este un asteroid din centura principală, descoperit pe 31 august 1927, de Karl Reinmuth.